# Mantra di Amitabha
Om Ami Dewa Hri è il mantra di Amitabha, il Buddha della longevità, al centro dell'Amidismo, ramo del Buddismo Mahāyāna. Nei Sutra Amithaba è chiamato Amitāyus.

## Descrizione
Om Ami Dewa Hrih è un potente mantra associato ad Amitabha, che si assunse l'impegno di diventare un Buddha e produsse un Paradiso celestiale, la Terra Pura Occidentale, dotata di grande perfezione per mezzo meriti acquisiti dal suo spirito, in modo da permettere agli esseri senzienti di reincarnarsi in quel luogo per meditare intensamente e senza distrazioni samsariche allo scopo di conseguire una veloce Illuminazione.

## Recitazione
La frequente recitazione con animo sincero e concentrato del mantra nel corso della vita, in particolare nel momento della morte, e l'invocazione del nome del Buddha della Conoscenza almeno dieci volte consente al praticante di scorgere lo stesso Amitabha prima della morte, e di rinascere nella Terra Pura.

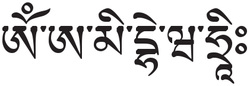
Mantra di Amithaba - Tibetano

## Dedica
Come tutti i mantra buddhisti, quello di Amitabha può essere dedicato al beneficio non solo proprio ma anche a quello di tutti gli altri esseri senzienti, ragion per cui viene spesso recitato durante i riti funebri insieme a quello di Chenrezig, come buon auspicio per lo spirito del defunto.